# Distrikt Mañazo
Der Distrikt Mañazo liegt in der Provinz Puno in der Region Puno im Süden Perus. Der Distrikt wurde am 30. Januar 1953 gegründet. Er besitzt eine Fläche von 410 km². Beim Zensus 2017 wurden 5324 Einwohner gezählt. Im Jahr 1993 lag die Einwohnerzahl bei 5586, im Jahr 2007 bei 5451. Sitz der Distriktverwaltung ist die 3926 m hoch gelegene Kleinstadt Mañazo mit 2641 Einwohnern (Stand 2017). Mañazo befindet sich 34 km westnordwestlich der Regions- und Provinzhauptstadt Puno.

## Geographische Lage
Der Distrikt Mañazo liegt im Südwesten der Provinz Puno. Er reicht im Südwesten an die Cordillera Volcánica heran. Durch den Süden des Distrikts verläuft die kontinentale Wasserscheide. Der Bereich südlich davon wird über den Río Charamayo und den Río Paltuture zum Río Tambo hin entwässert. Der nördliche Teil des Distrikts liegt im Einzugsgebiet des Titicacasees.
Der Distrikt Mañazo grenzt im Süden an den Distrikt Ichuña (Provinz General Sánchez Cerro), im Westen an den Distrikt Cabanillas (Provinz San Román), im Norden an den Distrikt Cabana (ebenfalls in der Provinz San Román), im Nordosten an den Distrikt Vilque sowie im Südosten an den Distrikt Tiquillaca.

## Ortschaften
Neben dem Hauptort gibt es folgende größere Ortschaften im Distrikt:
- Cari Cari
- Charamaya